# マイク・タジャール
マイク・タジャール・バルボーサ（Mike Tadjer Barbosa、1989年3月10日 - ）は、ナシオナルRCマシーに所属するラグビーユニオン選手。

## プロフィール
- フランス・マシー出身[1]。
- ポジションはフッカー(HO)。
- 身長 183cm、体重 118kg
- ポルトガル代表キャップは33（2025年3月現在）でラグビーワールドカップ2023のポルトガル代表に選ばれた[2]。

## 略歴
RCマシー、ラシン92、RCマシー、SUアジャン、CAブリーヴ、FCグルノーブルを経て、2019年、ASMクレルモンに加入。
2020年、USモントーバンに加入。
2021年、USAペルピニャンに加入。
2023年、RCマシーに復帰